# Foto '37
foto '37 was een tentoonstelling over fotografie die in 1937 werd gehouden in het Stedelijk Museum in Amsterdam.

## Voorbereiding
Het idee voor de tentoonstelling ontstond in het najaar van 1936 binnen de foto- en filmgroep van de BKVK, de Bond ter Verdediging van Kulturele Rechten. 
Een tentoonstellingscommissie werd samengesteld met Paul Schuitema als voorzitter, Éva Besnyő als penningmeester/secretaris en Cas Oorthuys. 
Omdat de VANK enkele maanden per jaar expositieruimte in het Stedelijk Museum kon gebruiken, werd er contact opgenomen met deze belangenorganisatie voor ontwerpers en beoefenaars van de toegepaste kunsten.
Tijdens een bespreking in maart 1937 met David Röell, de directeur van het Stedelijk Museum, werd de titel van de tentoonstelling bepaald en begon de organisatie op gang te komen. Het verslag van dit overleg eindigde met de mededeling: "Het geheel zal geen politiek karakter dragen."

## Tentoonstelling in het Stedelijk Museum
De tentoonstelling werd op 19 juni 1937 geopend door secretaris-generaal Gerrit van Poelje, een week later dan oorspronkelijk gepland was. 
Een week na de opening verscheen het speciale nummer van het tijdschrift Prisma der Kunsten, dat aan de tentoonstelling was gewijd.
De tentoonstelling, die plaatsvond onder auspiciën van de VANK, toonde niet alleen een overzicht van de Nederlandse fotografie, maar ook het werk van enkele buitenlandse fotografen, zoals Brassaï, Henri Cartier-Bresson en László Moholy-Nagy, dankzij de inzet van Besnyö.
Het doel van de tentoonstelling was om de veelzijdige functie van fotografie te laten zien, door aandacht te besteden aan wetenschappelijke fotografie, industriële fotografie, reclamefotografie, reportagefotografie en vrije fotografie.
Dankzij een gedrukte beschrijving van de tentoonstelling kennen we de opzet en indeling ervan. Ook worden de deelnemende fotografen uit binnen- en buitenland vermeld. Ongeveer 50 Nederlandse fotografen namen deel aan de tentoonstelling en er waren ongeveer 1500 foto's te zien, verdeeld over verschillende thema's. Zaal 1 was gewijd aan kleurenfotografie, zaal 2 aan de geschiedenis van fotografie, zaal 3 aan portretten, zaal 4 aan wetenschappelijke fotografie, zaal 5 aan vrije fotografie uit binnen- en buitenland, en zaal 6 aan reportagefotografie.
Na een interne prijsvraag binnen de fotografengroep van de BKVK werd het ontwerp van Emmy Andriesse gekozen als het affiche voor de tentoonstelling. Ook de overige inzendingen, waaronder die van Paul Schuitema, waren te zien op de tentoonstelling. In het kader van de tentoonstelling werden ook een reeks lezingen gehouden, met een inleiding door Paul Schuitema. Hij schreef ook een artikel genaamd "Fotovraagstukken 1937" voor een speciale editie van De Groene Amsterdammer.

## Vervolg
De tentoonstelling in Amsterdam zou duren tot 12 september 1937 maar werd verlengd tot het eind van de maand. Daarna kreeg de tentoonstelling in afgeslankte vorm een vervolg in het gebouw van de Rotterdamsche Kunstkring aan de Witte de Withstraat 35a in Rotterdam.